# Гончие псы Тиндала
Гончие псы Тиндала (англ. Hounds of Tindalos), на русском возможны переводы Гончие Тиндалоса, Псы Тиндалоса, Псы Тиндалуу — вымышленные инфернальные создания из произведения «Псы Тиндала» (1929) Фрэнка Белнэпа Лонга и последователей «Мифов Ктулху». Это хищные существа из иного измерения, способные материализоваться в любой точке пространства и времени, чтобы питаться жертвами. Говард Лавкрафт упоминает Гончих Тиндала в повести «Шепчущий во тьме» (1930). Название отсылает к созвездию Гончие Псы.

## Описание

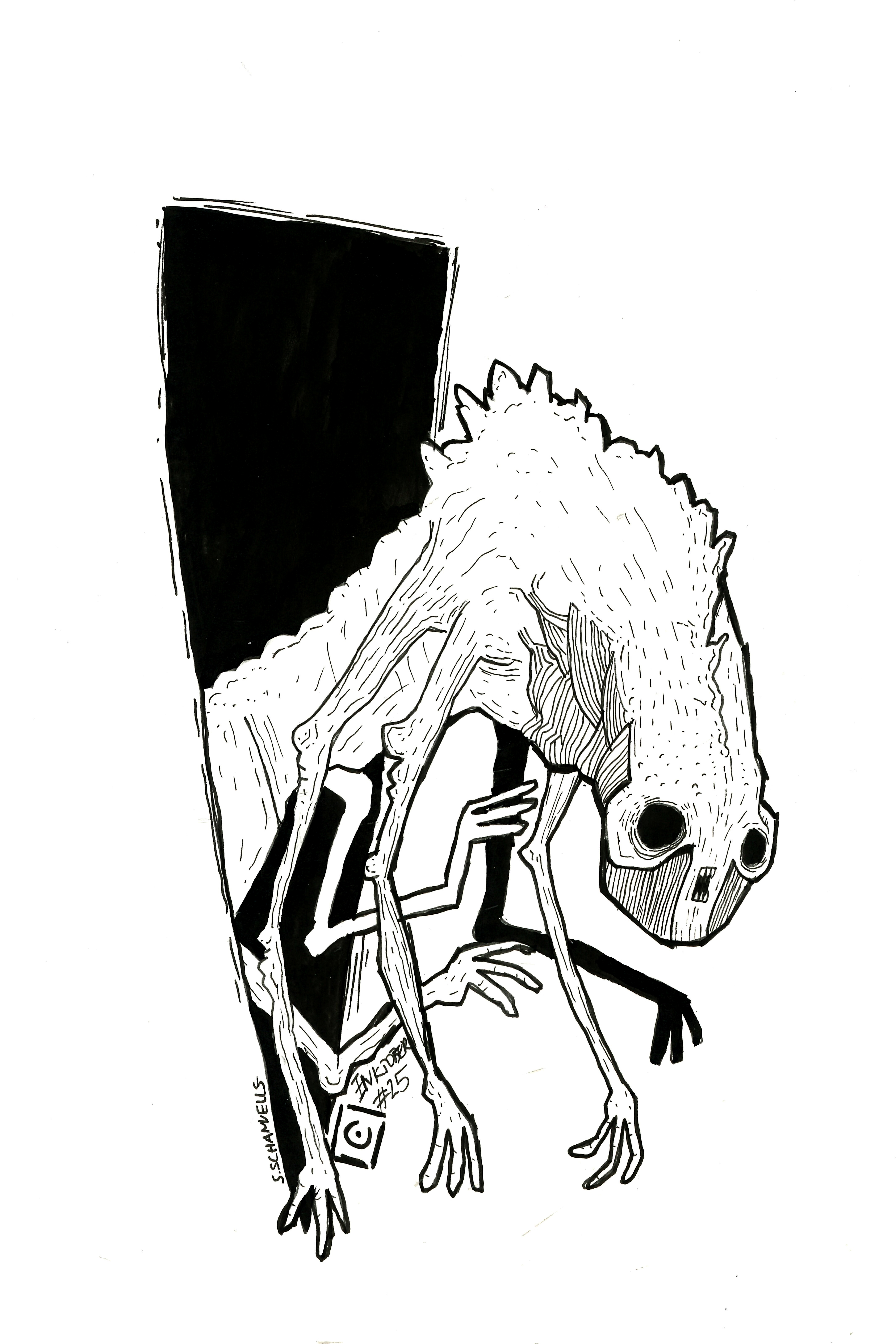
Тиндалосские псы. Автор Ниаш

Фрэнк Лонг приводит такое описание в рассказе «Псы Тиндала»:
Гончие псы Тиндала представлены туманными намёками в мифе о Падении, а также — в непристойном виде на изображениях, которые иногда находят в старинных рукописях. У греков было для них имя, которое удачно скрывало всю сущность их мерзости. Дерево, змей и яблоко — вот те слабые символы самой страшной тайны.... Всё зло Вселенной сосредоточено в их тощих, голодных телах. Или, может быть, у них вовсе не было тел? Я слышал, как они дышат. Я не могу это описать, но в тот момент я почувствовал их дыхание на своем лице. Они повернулись ко мне, и я с криком бросился убегать. Спасаясь от них, я пролетел миллиарды лет.

Все же они почуяли меня. Люди пробуждают в них великий космический голод. К счастью, миллионы лет назад человеку удалось скрыться от той грязи и зла, которые их окружают. И теперь им нужно то чистое, что появилось в человеке за время его истории от действия светлых и ничем не запятнанных сил. Дело в том, что в нас есть нечто такое, что не принимало участия в том страшном действии, которое было вначале  времен, и это они ненавидят. Но не вообрази себе, что они в буквальном прозаическом смысле — зло. Они стоят вне зла и добра, как мы понимаем эти слова. Они — то, что в самом начале отвернулось от чистоты. И после сотворения мира они стали телами смерти, вместилищем всего отвратительного и грязного. Но они не зло в НАШЕМ понимании этого слова, потому что в сферах, где они движутся, нет ни мысли, ни морали, ни правых, ни неправых, ни света, ни тьмы. Там есть только чистота и грязь. Грязь выражает себя через угол, чистота — через искривления. Человек, чистая его часть, произошел из искривлений.Слова Чалмерса в рассказе Фрэнка Белнапа Лонга «Гончие Псы Тиндала».
Гончие Тиндала из-за их связи с пространственно-временными пересечениями могут проникнуть в материальный мир сквозь угол между двумя любыми плоскостями, если он составляет 90º или менее. Говорят, что Гончие Тиндала населяют «углы» времени, а люди и другие земные формы жизни наоборот живут в «кривых» времени. Когда Гончая проникает в наш мир, сначала из угла начинает куриться дымок, постепенно сплетающийся в голову, за которой следует и тело. Говорят, что если человек каким-то образом даст учуять себя этим созданиям, то Гончие Тиндала будут следовать за своей жертвой сквозь пространство и время неограниченно долго, пока, наконец, не настигнут. Путешественники во времени рискуют привлечь к себе внимание этих тварей. Мало что известно об их внешности; у них есть полые хоботки, используемые для кормления, через который они впрыскивают жертве синее гнойное вещество.

## Лавкрафт
Говард Лавкрафт без какого либо описания лишь мимолетно упоминает Гончих Тиндала в повести «Шепчущий во тьме» (1930). Этих существ отдаленно можно сравнить с другими образами собакоподобных существ Лавкрафта, которые описаны в произведениях: «Пёс», «Модель для Пикмана», «Сомнамбулический поиск неведомого Кадата». Однако, у Лавкрафта всегда есть характерные отличия.

## Гончие псы Тиндала в массовой культуре
- Гончие Тиндала присутствуют в настольной игре «Ужас Аркхема» как монстры, которые передвигаются к ближайшему исследователю (игроку)[1]
- Гончая Тиндала под именем «Тиндалу» (Tindaloo) в виде тощего собакоподобного создания появляются в сатирических комиксах «Unspeakable Vault (of Doom)» по мотивам Мифов Ктулху. Тиндалу является домашней собакой Ктулху и временами ведёт себя как игривый щенок[2].
- Текст песни «All Nightmare Long» группы Metallica основан на рассказе о Псах Тиндалоса[3].
- Гончие псы Тиндала фигурируют в композиции «И померкнет свет» российской группы «Lamia Morra» (альбом «Liber Logaeth», 2012).
- Гончие Тиндала служили вдохновением для введения в игру "Don't Starve" тех самых гончих
- Одна из злодеек в аниме Re:Creators вызывает Гончую Тиндала, чтобы не платить за книгу.
- В книге "Боги Марса" Грэмма Маккнила (вселенная warhammer 40000) Тиндалосы - звероподобные механические конструкты, обладающие рядом черт собак (гибкое тело, сильнейшее обоняние (на код, а не запах)), являются конструктами, созданными одной из древних ксенорас для уничтожения командиров противника (но из-за своей опасности были заточены на космическом скитальце, пока их не обнаружил архимагос Телок и не использовал против войск экспедиции Лекселя Котова) . Обладали регенерацией и выдерживали практически любые ранения (уничтожены с помощью техноколдовства магоса Павельки). Один пробрался на корабль "Сперанца": о его судьбе более ничего не известно.